# Joseph Berryer
Joseph Berryer, Vizconde Berryer, Count Giuseppe Berryer  (* 1897 in Lüttich; † 1978) war ein belgischer Diplomat.

## Leben
Joseph Berryer war der Sohn von Marie Géraldine Emilie Clémentine Dallemagne und Paul Berryer. Joseph Berryer studierte auf einem Jesuitenkolleg. 1914 wurde er in Belgisch Kongo als Offizier eingesetzt. Anschließend studierte er Politikwissenschaften. Er trat in den auswärtigen Dienst und war in Wien, Rom und Quirinal akkreditiert. Ab 1922 war Joseph Berryer Botschaftssekretär in Tokio, wo er die Tochter des belgischen Botschafters Albert de Bassompierre heiratete.
Ab dem 15. September 1934 war er Botschaftsrat in Madrid. Am 8. August 1936, zu Beginn des spanischen Bürgerkrieges, begab sich der belgische Botschafter Robert Everts von Madrid  nach Saint-Jean-de-Luz und Berryer wurde Geschäftsträger in Madrid. Die Rolle der belgischen Gesandtschaft im spanischen Bürgerkrieg war katholisch-kapitalistisch. Am 29. Dezember 1936 wurde bei Kilometer fünf im Straßengraben nach Fuencarral Jacques de Borchgrave erschossen aufgefunden. Joseph Berryer reklamierte Jacques de Borchgrave als Attaché an der belgischen Botschaft. Die Regierung der Republik Spanien von Francisco Largo Caballero sagte in einer Vereinbarung die Ermittlung der Todesumstände zu. Anschließend verklagte die belgische Regierung die spanische Regierung auf Schadenersatz und Aufklärung der Todesumstände. Die spanische Regierung bestätigte eine Akkreditierung von Jacques de Borchgrave nicht.
Am 28. Juli 1937 wurde Joseph Berryer in Berlin akkreditiert. Von 1945 bis 1953 war Joseph Berrye zunächst Botschafter in Luxemburg, anschließend von 1953 bis 1957 beim Heiligen Stuhl und schließlich von 4. April 1957 bis 1964 in Madrid. Im Jahre 1963, als Berryer Botschafter bei Francisco Franco war, fand Moïse Tschombé im faschistischen Spanien Asyl.